# 560
560 (DLX) je bilo prestopno leto, ki se je po julijanskem koledarju začelo na četrtek.

## Dogodki
- 1. januar